# Мунгат
Мунгат — река в России, протекает по Крапивинскому району Кемеровской области. Устье реки находится в 367 км от устья Томи по левому берегу. Длина реки составляет 56 км, площадь водосборного бассейна — 485 км².

## Притоки
- 16 км: Большая
- 19 км: Поперечная

## Данные водного реестра
По данным государственного водного реестра России относится к Верхнеобскому бассейновому округу, водохозяйственный участок реки — Томь от города Новокузнецк до города Кемерово, речной подбассейн реки — Томь. Речной бассейн реки — (Верхняя) Обь до впадения Иртыша.